# Sergei Borissowitsch Krylow
Sergei Borissowitsch Krylow (russisch Сергей Борисович Крылов, wiss. Transliteration Sergej Borisovič Krylov; * 1. Januarjul. / 13. Januar 1888greg. in Sankt Petersburg; † 24. November 1958 in Moskau) war ein russischer Jurist und Diplomat, der unter anderem von 1946 bis 1952 als erster sowjetischer Richter am Internationalen Gerichtshof in Den Haag wirkte.

## Leben
Sergei Krylow wurde 1888 als Sohn eines Militärs in Sankt Petersburg geboren und wuchs in seiner Heimatstadt auf, wo er 1910 auch ein Jurastudium an der Staatlichen Universität Sankt Petersburg mit Auszeichnung abschloss und sich anschließend wissenschaftlichen Arbeiten widmete. 1914 unterbrach Krylow die Tätigkeit an der Universität und diente als Soldat während des Ersten Weltkrieges, bis er 1916 verwundet und entlassen wurde. Danach war er wieder wissenschaftlich tätig und arbeitete unter anderem als Dozent für Staatsrecht und internationales Recht. 1930 wurde ihm der Doktorgrad verliehen. In dieser Funktion lehrte er in den 1930er Jahren am „Sowjetischen Institut für Bau und Recht“ in Leningrad, wie seine Heimatstadt zur damaligen Zeit hieß. 1938 wurde er Professor für Völkerrecht.
Während des Zweiten Weltkriegs wurde Sergei Krylow 1942 aus dem belagerten Leningrad nach Kuibyschew evakuiert. Im gleichen Jahr begann er, im sowjetischen Außenministerium zu arbeiten, für das er noch während des Krieges als Delegierter an mehreren internationalen Verhandlungen teilnahm. So unterzeichnete er unter anderem als einer der bevollmächtigten Vertreter des Landes am 26. Juni 1945 in San Francisco die Charta der Vereinten Nationen. 1946 wurde Krylow zum ersten sowjetischen Richter am Internationalen Gerichtshof nach Den Haag berufen. Dieses Amt bekleidete er bis 1952. Von 1954 bis 1956 gehörte er der Völkerrechtskommission der Vereinten Nationen an.
Neben seiner diplomatischen Karriere war Sergei Krylow in den 1940er und 1950er Jahren weiterhin in der Lehre tätig. Von 1943 bis zu seinem Tod war er Professor und Inhaber des Lehrstuhls für Völkerrecht am Moskauer Institut für Internationale Beziehungen. 1947 wurde er Mitglied des Institut de Droit international und hielt in der Folgezeit eine Reihe von Vorlesungen in französischer Sprache an der Haager Akademie für Völkerrecht. Insgesamt verfasste Krylow über 200 wissenschaftliche Publikationen zu verschiedenen Aspekten des Völkerrechts, darunter dem Luftfahrtrecht und dem internationalen Privatrecht. Er starb 1958 in Moskau.